# Giuseppe Gabana
Giuseppe Gabana (Carzago Riviera, 26 aprile 1904 – Trieste, 4 marzo 1944) è stato un presbitero e militare italiano, pluridecorato Cappellano militare nell'arma di Fanteria, fu decorato con la Medaglia d'oro al valor civile alla memoria.

## Biografia
Nacque a Carzago Riviera (Brescia) il 26 aprile 1904, figlio di Giovanni e Maddalena Bignotti. Ammesso al seminario diocesano di Brescia in giovane età, fu ordinato sacerdote il 2 giugno 1928, destinato dapprima alla parrocchia di Pezzaze ed in seguito a quella di Gazzane, una frazione di Roè Volciano, dove peraltro a quel tempo viveva la sua famiglia. Svolse il suo apostolato parrocchiale fino al novembre del 1935, allorquando, volontariamente, decise di seguire i soldati inviati a combattere in Etiopia. Entrato temporaneamente servizio nel Regio Esercito come "Cappellano Militare di mobilitazione con assimilazione al grado di Tenente" in data 25 novembre 1935, raggiunse Mogadiscio (Somalia) il 3 gennaio 1936. Assegnato ad un ospedale da campo, in seguito presentò domanda per essere inviato presso i reparti di prima linea dove rimase a sua volta ferito mentre prestava aiuto ad altri militari colpiti. Per il suo servizio fu decorato con una Medaglia di bronzo e, successivamente, con la Croce di guerra al valor militare.
Al termine delle ostilità rientrò in Patria, ed il 24 aprile 1937 fu destinato al Presidio Militare dì Villa del Nevoso, una località in provincia di Fiume, ove rimase sino allo scoppio della seconda guerra mondiale assistendo i soldati e le guardie di frontiera dislocate nelle disagiate località di confine. Il 24 maggio 1941 cessò di prestare servizio presso il Regio Esercito venendo trasferito nella Regia Guardia di Finanza, come cappellano militare presso la 6ª Legione "Giulia" di Trieste. Tale unità operava prevalentemente nel contrasto alle operazioni dei partigiani sloveni.
Dopo l'armistizio dell'8 settembre 1943 rimase volontariamente in servizio presso la Legione della Guardia di Finanza, aderendo alla Repubblica Sociale Italiana. Con l'occupazione tedesca la Venezia Giulia entrò pienamente a far parte del Terzo Reich come provincia denominata Adriatisches Küstenland. Tale zona militare e amministrativa era composta dalle ex province italiane di Udine, Gorizia, Trieste, Pola, Fiume più quella autonoma di Lubiana, e con a capo il Gauleiter della Carinzia Friedrich Rainer. Data la forte presenza della comunità ebraica in città nella stessa Trieste fu allestito un Campo di sterminio all'interno dell'ex Risiera di San Sabba, munito di un forno crematorio. Egli svolse un'opera umanitaria inizialmente in favore dei profughi istriani e, successivamente, a tutela degli ebrei triestini, anche quando i rastrellamenti, sia nella Venezia Giulia che nelle vicinissime province slave ed istriane, assunsero caratteristiche di particolare gravità, che i finanzieri della Legione di Trieste cercarono in qualche modo di mitigare.
Celebrando giornalmente la Santa Messa presso l'Oratorio dei Salesiani in un crescente clima di odio, sia etnico che nei riguardi del clero cattolico, divenne inviso agli irredentisti slavi che temevano che l'insegnamento religioso e l'apostolato potessero rappresentare un'alternativa ai principi della dottrina marxista.
Verso le ore 19:35 del 2 marzo 1944 tre uomini che indossavano una divisa militare di tipo imprecisato e con il volto travisato bussarono alla porta della sua abitazione, qualificandosi come amici. Appena egli uscì i tre assassini lo colpirono alla testa con il calcio di una pistola e poi gli spararono, ferendolo gravemente nella regione addominale. Soccorso troppo tardi fu trasportato all'Ospedale militare, dove si spense il 4 marzo, tra atroci sofferenze, non prima di aver invocato il perdono per i suoi assassini.
Con dichiarazione sottoscritta quello stesso giorno dal Direttore dell'Ospedale militare, la morte del tenente Giuseppe Gabana fu ritenuta dipendente da causa di servizio e, come tale, il suo nome è stato iscritto fra i "Caduti della Guardia di Finanza durante la seconda guerra mondiale".
L'8 giugno 2008 il Presidente della Repubblica Italiana Giorgio Napolitano, con proprio decreto, ha conferito la Medaglia d'oro al merito civile alla memoria, e successivamente gli è stata intitolata la Caserma della Guardia di Finanza di Desenzano del Garda.

### Annotazioni
1. ↑  La coppia ebbe altri sette figli.
2. ↑  A quell'epoca era rettore del seminario Monsignor Mosè Tovini, e in giovane età grande influenza su di lui ebbe Giovanni Battista Piamarta.
3. ↑  Alla stazione ferroviaria di Brescia vide la partenza di un reggimento di fanteria per l'Africa Orientale Italiana, e decise subito di arruolarsi volontario.
4. ↑  Si trattava di 4.000-5.000 ebrei su di una popolazione di circa 250.000 abitanti, con alcuni di loro che ricoprivano anche posizioni di rilievo negli ambienti locali, nonostante le leggi razziali in vigore.
5. ↑  Tale dichiarazione venne accolta dal Vescovo di Trieste, Monsignor Antonio Santin, subito accorso al suo capezzale.

### Fonti
1. 1 2 3 4 5 6 7  Il Nastro Azzurro n.3, maggio-giugno 2014, p. 36.
2. 1 2 3 4 5 6 7 8 9  Il Nastro Azzurro n.3, maggio-giugno 2014, p. 37.
3. 1 2 3  Elena Orsi La medaglia d'oro a Don Gabana, Il Piccolo, Trieste, 7 luglio 2008.
4. ↑  Longo, Moder 2004, p. 62.

### Periodici
- Don Giuseppe Gabana, in Il Nastro Azzurro, n. 3, Roma, Istituto del Nastro Azzurro, maggio-giugno 2014,  pp. 36-37.
- Elena Orsi, La medaglia d'oro a Don Gabana, in Il Piccolo, Trieste, luglio 2008.